# Liste des cours d'eau de l'Afrique du Sud
L'Afrique du Sud a un total de 4 862 km de frontières : Botswana (1 840 km), Lesotho (909 km), Mozambique (491 km), Namibie (967 km), Eswatini (430 km), Zimbabwe (225 km). Les deux fleuves principaux sont à l'ouest l'Orange et à l'est le Limpopo qui sont aussi des cours d'eau frontaliers.

## Étymologie
Le nom du fleuve contient parfois le mot afrikaans rivier, ou spruit pour les plus petits cours d'eau. S'il vient du khoïsan, kamma est souvent présent dans le nom du cours d'eau. Le terme zoulou amanzi forme également le nom de certaines rivières. Le mot anglais river a souvent été rajouté au nom des cours d'eau.

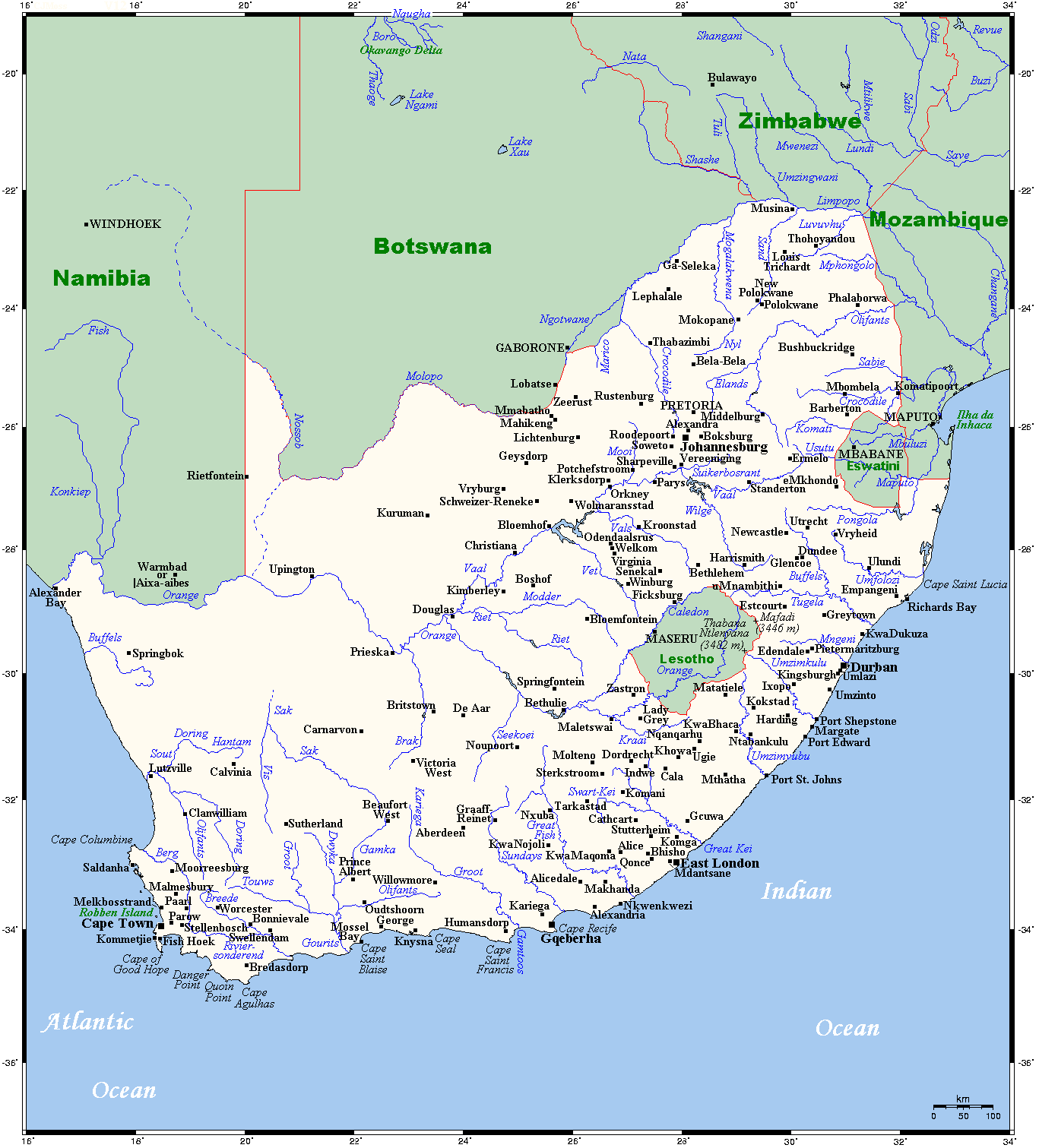
Hydrographie de l'Afrique du Sud.

## Liste
| Nom                                 | Longueur (km) | Source                                     | Embouchure               |
| ----------------------------------- | ------------- | ------------------------------------------ | ------------------------ |
| Orange                              | 2100          | Lesotho                                    | Océan Atlantique         |
| Limpopo                             | 1600          | Confluence de la Marico et de la Crocodile | Océan Indien             |
| Vaal                                | 1120          | Breyten                                    | Orange                   |
| Molopo                              | 960           | près de Lichtenburg                        | Orange                   |
| Gamtoos                             | 645           | Confluence de la Groot et la Kouga         | Océan Indien             |
| Great Fish River ou Groot-Visrivier | 644           | est de Graaff-Reinet                       | Océan Indien             |
| Grand Kei                           | 520           | Confluence du Kei noir et du Kei blanc     | Océan Indien             |
| Tugela                              | 520           | Drakensberg                                | Océan Indien             |
| Komati                              | 480           | près d'Ermelo                              | Océan Indien, Mozambique |
| Caledon                             | 480           | Mont-aux-Sources                           | Orange                   |